# Magnetsrieder Hardt
Das Naturschutzgebiet Magnetsrieder Hardt liegt im Landkreis Weilheim-Schongau in Oberbayern auf dem Gebiet der Gemeinde Seeshaupt.
Das 90,3 ha große Gebiet mit der Nr. NSG-00147.01, das im Jahr 1982 unter Naturschutz gestellt wurde, erstreckt sich nordwestlich des Kernortes Jenhausen. Westlich fließt der Hardtbach und östlich der Grünbach. Südlich verläuft die St 2064.
Auf dem höchsten Punkt des Gebietes steht auf freiem Feld die denkmalgeschützte Hardtkapelle Wielenbach, eine kleine Wallfahrtskapelle von 1865/66. An ihrem Parkplatz informieren seit 2017 Lehrtafeln des WWF Deutschland und des Bund Naturschutz über das Gebiet, seine Entstehung, Ökologie und Naturschutz.

## Schutzziele
Das Magnetsrieder Hardt ist ein Teil des Eberfinger Drumlinfeldes in der oberbayrischen Moränenlandschaft. Es birgt zwischen den teils bewaldeten Drumlins vermoorte Flächen bis hin zu intaktem Hochmoor. Die Komplexe aus Hoch-, Übergangs- und Niedermooren sollen erhalten bleiben, ebenso Streuwiesen, Magerrasen und Extensivwiesen mit Sumpf-Gladiole an den Drumlinflanken. Die Vielfalt der Tier- und Pflanzenwelt ist auf den Erhalt des unmittelbaren Zusammenhangs der Lebensraumtypen angewiesen. Auch die Stabilisierung des natürlichen Wasserhaushalts und des spezifischen Nähr- und Mineralstoffhaushalts fördert den Erhalt der Lebensbedingungen für zahlreiche geschützte Arten.
Naherholungsmöglichkeiten bieten Wanderwege im Umkreis, auch innerhalb der Schutzfläche. Freiwillige Helfer und Organisationen wie der Bund Naturschutz kümmern sich um die Pflege und Offenhaltung der Moorflächen.